# Maxene Magalona
Maxene Sofía María Arroyo Magalona (23 de noviembre de 1986, Manila), es una actriz filipina, nacida de un espectáculo familiar. Es la hija mayor del cantante fallecido Francis Magalona. Sus abuelos son los actores como Pancho Magalona y Tita Duran. Pia-Arroyo Magalona es su madre y su hermana es Saab, que también se sumó al mundo artístico del espectáculo en 2007. Actualmente ella cursa las Ciencias Sociales en la Universidad Ateneo de Manila. En 2009, Maxene se une al elenco de Cine Serye OSR, titulado GANTI, frente a Marvin Agustín y Geoff Eigenmann. Maxene pronto será la estrella actuando en una Novela titulada Kung Aagawin Hombre Ang Mo Lahat Sa Akin con JC Tiuseco, Glaiza de Castro y Patrick García.

## Televisión

### Drama Series
| Año       | Título                                         | Personaje         | Canal       |
| 2009      | Sine Novela: Kung Aagawin Mo Ang Lahat Sa Akin | Maureen           | GMA Network |
| 2009      | SRO Cinema Serye: Ganti                        | Eloisa Barrientos | GMA Network |
| 2008      | Sine Novela: Una Kang Naging Akin              | Jessa Mallari     | GMA Network |
| 2007-2008 | Kamandag                                       | Lily              | GMA Network |
| 2005      | Saang Sulok ng Langit                          | Gemma             | GMA Network |
| 2004      | Hanggang Kailan                                | Angela            | GMA Network |

### Otros
| Año       | Título                              | Personaje         | Canal            |
| 2008      | SIS                                 | Guest             | GMA Network      |
| 2007      | SOP Rules                           | herself/performer | GMA Network      |
| 2001-2007 | Daddy Di Do Du                      | Donna             | GMA Network      |
| 2005      | ASAP Fanatic                        | Guest / Performer | ABS-CBN          |
| 2003      | Love to Love Season 1: Rich in Love | Trina             | GMA Network      |
| 2005      | Fam Jam                             | Host              | QTV 11           |
| 2000      | Y2K: Yes 2 Kids                     | herself           | IBC Network      |
| 1995      | 5 and Up                            | herself           | TV5, GMA Network |
| 1992      | Ang TV                              | herself           | ABS-CBN          |

## Películas
| Año  | Título               | Personaje    |
| 2005 | Happily Ever After   | Laura        |
| 2004 | Kuya                 | Grace        |
| 2002 | Singsing ni Lola     | Vik          |
| 2002 | Mano Po 1: My Family | Young Elisa  |
| 2001 | Bahay ni Lola        | Various role |

## Premios y reconocimientos
| 2005 | FHM Philippines' 100 Sexiest Women | #79 |
| 2004 | FHM Philippines' 100 Sexiest Women | #23 |